# Зезюлин, Эдуард Сергеевич
Эдуард Сергеевич Зезюлин (род. 29 октября 1998, Могилёв) — белорусский тяжелоатлет, бронзовый медалист Чемпионата мира , бронзовый призер чемпиона Европы, Чемпион Европы среди юниоров, двукратный серебряный призер чемпионата Европы до 23 лет,  рекордсмен Мира и Европы среди юниоров, рекордсмен Беларуси. Победитель открытого Чемпионата России, многократный победитель Чемпионата и Кубка РБ, Мастер спорта международного класса. Признан лучшим тяжелоатлетом Беларуси 2018, 2021 года.

## Биография
Начал заниматься тяжёлой атлетикой в 14 лет, в Могилёвской ДЮСШ под руководством Баркова Михаила Александровича.
Звание Мастера спорта Республики Беларусь выполнил в 16 лет.
Звание Мастера спорта международного класса по тяжёлой атлетике выполнил в 19 лет.
С 2017 года находится в составе национальной сборной Республики Беларусь.
Выступает в весовой категории свыше 109 кг.
Рекордсмен Мира и Европы среди юниоров.
Рекордсмен Республики Беларусь.
Признан лучшим тяжелоатлетом Беларуси 2018, по версии сайта www.weightlifting.by
Признан лучшим тяжелоатлетом Беларуси 2021, по итогом голосования белорусских СМИ.

## Карьера
- Кубок Беларуси 2017 — 1 место.
- Кубок Беларуси 2018 — 1 место.
- Чемпионат Беларуси 2018 — 1 место.
- Кубок Беларуси 2019 — 1 место.
- Чемпионат Беларуси 2019 — 1 место.
- Чемпионат Беларуси 2020 — 1 место.
- Чемпионат Беларуси 2021 — 1 место.
- Кубок Беларуси 2022 — 1 место.
- Чемпионат Беларуси 2023 — 1 место.

#### Международные соревнования
- Чемпионат Мира среди юниоров (2017) — 4 место.
- Чемпионат Европы среди юниоров (2017) — 4 место. (бронзовый медалист в рывке).
- Международный турнир памяти Героев обороны Брестской крепости (2017) — 1 место.
- Международный турнир памяти Сергея Лагуна (2018) — 1 место.
- Чемпионат Европы среди юниоров (2018)[11] — 1 место.
- Чемпионат Мира (2018) — 9 место.
- Чемпионат Европы (2019)[12] — 4 место.
- Чемпионат Мира (2019)[13] — 4 место.
- Чемпионат Европы среди молодёжи до 23 лет (2019)[14] — 2 место.
- Международный Кубок Средиземноморья (2019) — 1 место.
- Чемпионат Европы (2021)[15] — 4 место.
- Чемпионат Европы среди молодёжи до 23 лет (2021)[16] — 2 место.
- Чемпионат Мира (2021)  — 4 место, бронзовая медаль в рывке.[17]
- Открытый чемпионат ФТАР, в формате Чемпионата России (2022) — 1 место.[18]
- Международный турнир памяти олимпийского чемпиона А. Курынова (2022) —  1 место.
- Гран-при Гавана, Куба — 2 место в рывке.[19]
- Чемпионат Мира (2023)  — 6 место.[20]
- Гран-при Доха, Катар (2023) — 3 место.[21]
- Чемпионат Европы (2024) 436 кг (195+241) — 3 место.